# Jennifer Shahade
Jennifer Shahade (ur. 31 grudnia 1980 w Filadelfii) – amerykańska szachistka, pokerzystka i dziennikarka, arcymistrzyni od 2005 roku.

## Kariera szachowa
W szachy gra od 6. roku życia, a jej pierwszym nauczycielem był ojciec, czterokrotny mistrz stanu Pensylwania. W latach 1995, 1996 i 1999 reprezentowała Stany Zjednoczone na mistrzostwach świata juniorów (odpowiednio w kategoriach do lat 18, 16 i 20). Wielokrotnie zdobywała medale w finałach indywidualnych mistrzostw kraju: 2 złote (2002, 2004), srebrny (1999) i trzy brązowe (1998, 2000, 2003).
Między rokiem 2000 a 2004 trzykrotnie wystąpiła na szachowych olimpiadach, w 2004 zdobywając wraz z drużyną srebrny medal.
Trzykrotnie brała udział w pucharowych turniejach o mistrzostwo świata, za każdym razem przegrywając swoje pojedynki w I rundach (2000 – z Ketewan Arachamią, 2001 – z Aleksandrą Kostieniuk, 2004 – z Naną Dzagnidze).
Najwyższy wynik rankingowy w karierze osiągnęła 1 kwietnia 2003; mając 2366 punktów, dzieliła wówczas 80-82. miejsce na światowej liście FIDE, jednocześnie zajmując 4. miejsce (za Iriną Krush, Anną Zatonskih i Jeleną Donaldson) wśród szachistek amerykańskich.

## Poker
Poza grą w turniejach szachowych bierze również udział w rozgrywkach pokerowych – między innymi w 2007 zajęła XVII m. w turnieju o mistrzostwo świata (2007 38th Annual World Series of Poker).

## Publicystyka
Na Uniwersytecie Nowojorskim ukończyła studia na kierunku komparatystyki.
Współpracowała z redakcjami Los Angeles Times, The New York Times, Chess Life, New In Chess oraz portalem internetowym chessninja.com. Od 2006 jest redaktorką strony internetowej Federacji Szachowej Stanów Zjednoczonych.
W październiku 2005 ukazała się jej pierwsza książka Chess Bitch: Women in the Ultimate Intellectual Sport (ISBN 1-890085-09-X), która wywołała kontrowersje w środowisku szachowym. Na premierze książki w nowojorskim klubie szachowym Marshall Chess Club na Manhattanie zjawiło się 200 osób. Shahade opisała w niej, jak kobiety wdzierają się w świat tej typowo męskiej gry. Używając prowokacyjnego i mocnego słownictwa, skupiła się na zagadnieniu, dlaczego tak stosunkowo niewiele kobiet dobrze gra w szachy, a także na analizie profili najsilniejszych szachistek świata.
W 2009 była współautorką poświęconej Marcelowi Duchampowi książki Marcel Duchamp: The Art of Chess, biorąc udział w krótkim filmie reklamowym, w którym rozgrywała partię szachów z nagim mężczyzną.